# Canibalismo sexual

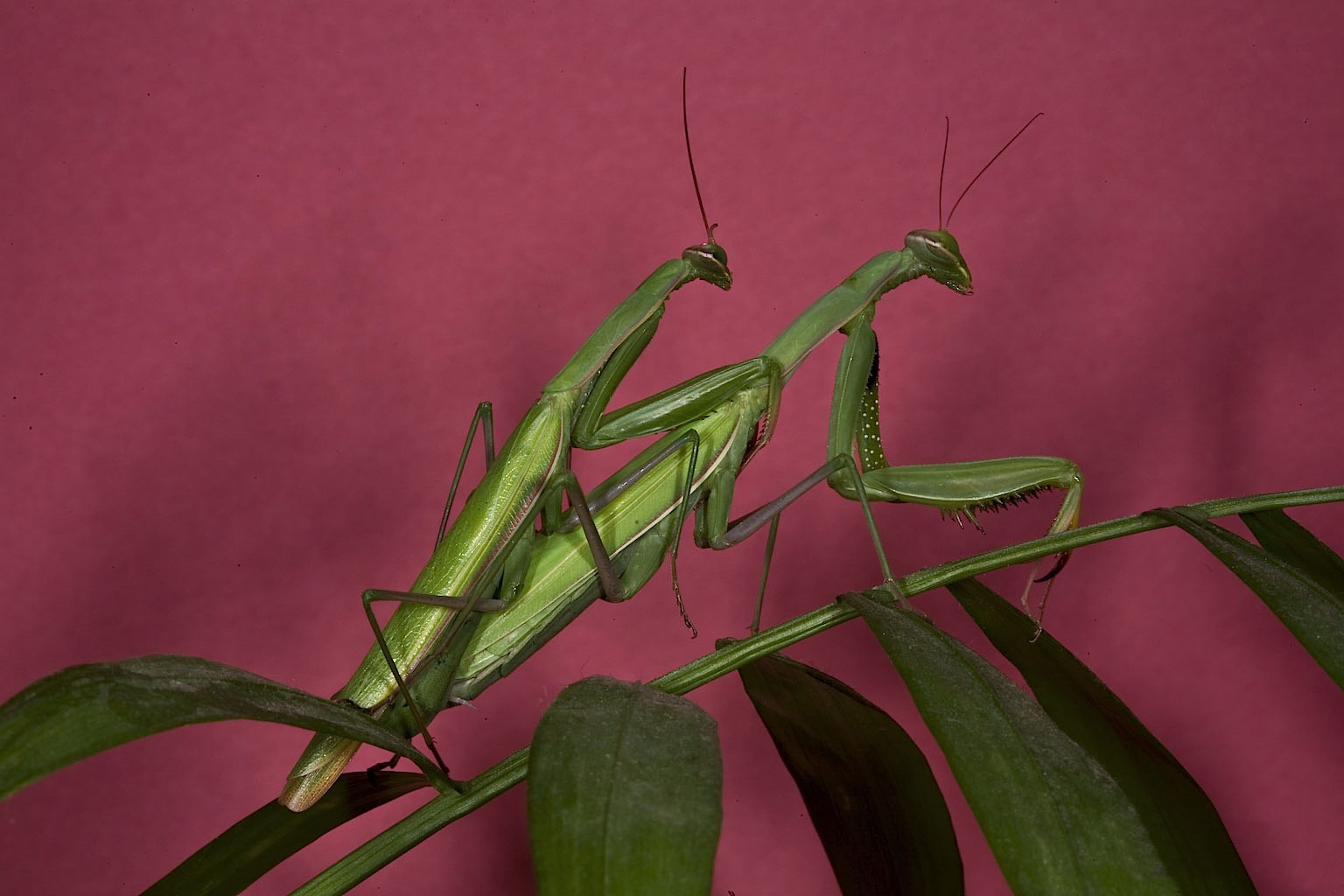
Apareamiento entre especímenes de Mantis religiosa. El canibalismo sexual es prácticamente universal entre las distintas especies de esta familia de insectos.

El canibalismo sexual en el reino animal y particularmente, entre los artrópodos, es un comportamiento estudiado por la etología como una variante del canibalismo caracterizada por tener lugar durante el proceso de apareamiento, generalmente en el transcurso o con posterioridad a la cópula. En la mayoría de los casos, es el organismo masculino el  que es consumido por la hembra 
de su misma especie, siendo raros los comportamientos inversos.
El canibalismo sexual ha sido estudiado por los biólogos desde Charles Darwin.

## Incidencia del canibalismo sexual en el reino animal
Aunque el canibalismo en general es un comportamiento que se encuentra extendido en el reino animal, solamente han sido documentados casos de canibalismo sexual en algunas especies de arácnidos, insectos y anfípodos, dándose también, aunque raramente evidenciado, entre algunas de gastrópodos y de copépodos.
A pesar de su escasa frecuencia, este hábito es particularmente común en numerosas familias de arañas y escorpiones, donde su práctica dentro de una población determinada, puede llega a tener efectos significativos en su tamaño y la distribución relativa de sus miembros de distinto género.
Entre los insectos, el canibalismo sexual es un comportamiento especialmente raro, pero es prácticamente universal entre las distintas especies de mantodea.

## Origen y evolución
Debido a las diferentes formas que entre las diferentes especies puede adoptar este comportamiento con respecto al papel desempeñado por cada sexo, las posibles ventajas y el momento para su manifestación, las causas y efectos de este comportamiento en el proceso evolutivo es objeto de discrepancia y debate entre los especialistas que proponen diferentes modelos explicativos, a veces contradictorios. En opinión de Stephen Jay Gould, autor de la teoría del equilibrio puntuado, la rareza de este hábito impide que tenga un efecto significativo en el alcance del proceso de selección natural. Sin embargo, diferentes estudios han puesto en evidencia el importante papel desempeñado por el canibalismo sexual en las pautas alimenticias de algunas especies, resultando una de las fuentes significativas de consumo de las hembras. Así, un estudio etológico de la especie de mántis  Tenodera aridifolia sinensis reveló que cerca del 63 % de la dieta de las hembras se basa en especímenes machos y el 100% de la dieta de los machos se basa en pura hembra.
En cualquier caso, parece existir consenso en relacionar el canibalismo sexual con el llamado dimorfismo sexual cuando dentro de una misma especie, este resulta en el desarrollo de hembras de tamaño mayor que el de los machos, adoptando estrategias reproductivas diferenciadas.
Numerosos modelos explicativos apuntan hacia un escenario de competencia o conflicto de intereses entre los sexos. Así, los casos que acontecen previamente al apareamiento suelen explicarse, bien como una decisión parte del proceso de búsqueda de fuentes alimenticias (en inglés, foraging) propio de las especies cuya agresividad ha sido favorecida por la selección natural, bien como casos de confusión en la identificación de la fuente. Otros modelos explicativos de este comportamiento apuntan a que las hembras seleccionan a los machos copulando por ser más fácilmente accesibles en ese momento como alimento que cualquier otro macho. En cualquier caso, canibalismo y apareamiento no son comportamientos exclusivos y en muchas ocasiones, el macho es devorado después de la cópula. Este aporte de alimento para la hembra tendría un efecto significativo para su disponibilidad al apareamiento y al desarrollo de su descendencia.

## Estrategias masculinas

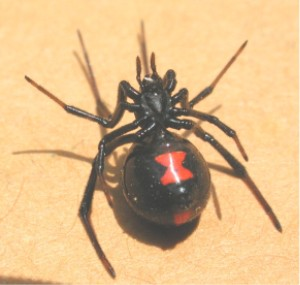
Imagen de un espécimen de Latrodectus mactans, popularmente conocida como "araña viuda negra".

A pesar de la posición central evidente de las hembras en este comportamiento, numerosos estudios se han consagrado en investigar la complicidad de los machos y su impacto evolutivo.
En este contexto, uno de los modelos propuestos, aunque solo aplicable a los casos de canibalismo tras la cópula, el papel adaptativo de los machos puede explicarse desde una estrategia extrema de disponibilidad paternal (paternal investment) y no tanto como resultado de un conflicto entre sexos, ya que su sacrificio permite incrementar la cantidad y calidad de la fecundación.
Varios autores han señalado varias dificultades en este modelo, para, en especial, explicar el por qué, siendo supuesto su carácter ventajoso, la mayoría de los machos intentan escapar de su canibalización, desarrollándose incluso en algunas especies, estrategias en este sentido.
Así, los escorpiones macho suelen picar con su aguijón a las hembras en el momento de depositar su espermatóforo. En el caso de los machos de las especies de arañas, viuda negra y araña cangrejo, estos suelen enredar a su pareja con hilos de seda poco antes de aparearse, de manera que puedan limitar los movimientos de ataque de la hembra. En otras arañas, los machos disponen de mandíbulas especializadas con las que mantienen abierta las de su pareja, mientras que otras especies eligen el momento de la muda, o ecdisis, de la hembra, cuando no les es posible alimentarse, para copularlas. Otro ejemplo de estrategia masculina se presenta en las mantis religiosas y algunas arañas, de forma que el macho retrasa en lo posible su aproximación de apareamiento a la hembra hasta que esta se encuentra entretenida con la captura de otra presa. Los machos de Pisauridae, ofrecen a sus parejas una pieza de alimento a modo de distracción.
A su vez, el dimorfismo sexual puede explicarse en relación con las prácticas de canibalismo sexual. Así, las hembras de Nephila o arañas de tela de oro, son hasta 20 veces más pesadas que sus congéneres masculinos, sugiriéndose una demostración del principio expuesto por Darwin en su obra The Descent of Man, and Selection in Relation to Sex. según el cual, los machos más ligeros, son más rápidos y por tanto, más aptos para sobrevivir.
Otra evidencia, señalada como contradictoria al modelo de convivencia masculina para con el canibalismo, se presenta en los machos de viuda negra Latrodectus mactans: aquellos que logran escapar de un ataque predatorio de su pareja, suelen copular a continuación con numerosas otras hembras.

## Canibalismo masculino
Los casos documentados de machos con hábito de canibalismo sexual son prácticamente desconocidos. En investigaciones sobre el  isópodo parasitario Ichthyoxenus fushanensis, pudo constatarse la depredación de hembras por machos tras apareamiento solamente durante la época de celo, periodo durante el cual los especímenes pueden experimentar cambios de sexo. Debido a ello, los investigadores cuestionan una relación como respuesta evolutiva o de sexualidad, sino más bien, el resultado de competencia entre individuos.